# Leucothyreus elongatus
Leucothyreus elongatus är en skalbaggsart som beskrevs av Blanchard 1851. Leucothyreus elongatus ingår i släktet Leucothyreus och familjen Rutelidae. Inga underarter finns listade i Catalogue of Life.